# Luggesjön
Luggesjön är en sjö i Krokoms kommun och Åre kommun i Jämtland och ingår i Indalsälvens huvudavrinningsområde. Sjön har en area på 0,303 kvadratkilometer och ligger 473,1 meter över havet. Sjön avvattnas av vattendraget Gisterån (Luggeån).

## Delavrinningsområde
Luggesjön ingår i det delavrinningsområde (701413-138792) som SMHI kallar för Utloppet av Luggesjön. Medelhöjden är 505 meter över havet och ytan är 7,13 kvadratkilometer. Räknas de 4 avrinningsområdena uppströms in blir den ackumulerade arean 39,68 kvadratkilometer. Gisterån (Luggeån) som avvattnar avrinningsområdet har biflödesordning 2, vilket innebär att vattnet flödar genom totalt 2 vattendrag innan det når havet efter 295 kilometer. Avrinningsområdet består mestadels av skog (83 procent). Avrinningsområdet har 0,49 kvadratkilometer vattenytor vilket ger det en sjöprocent på 6,9 procent.